# Ghiacciaio Ritya

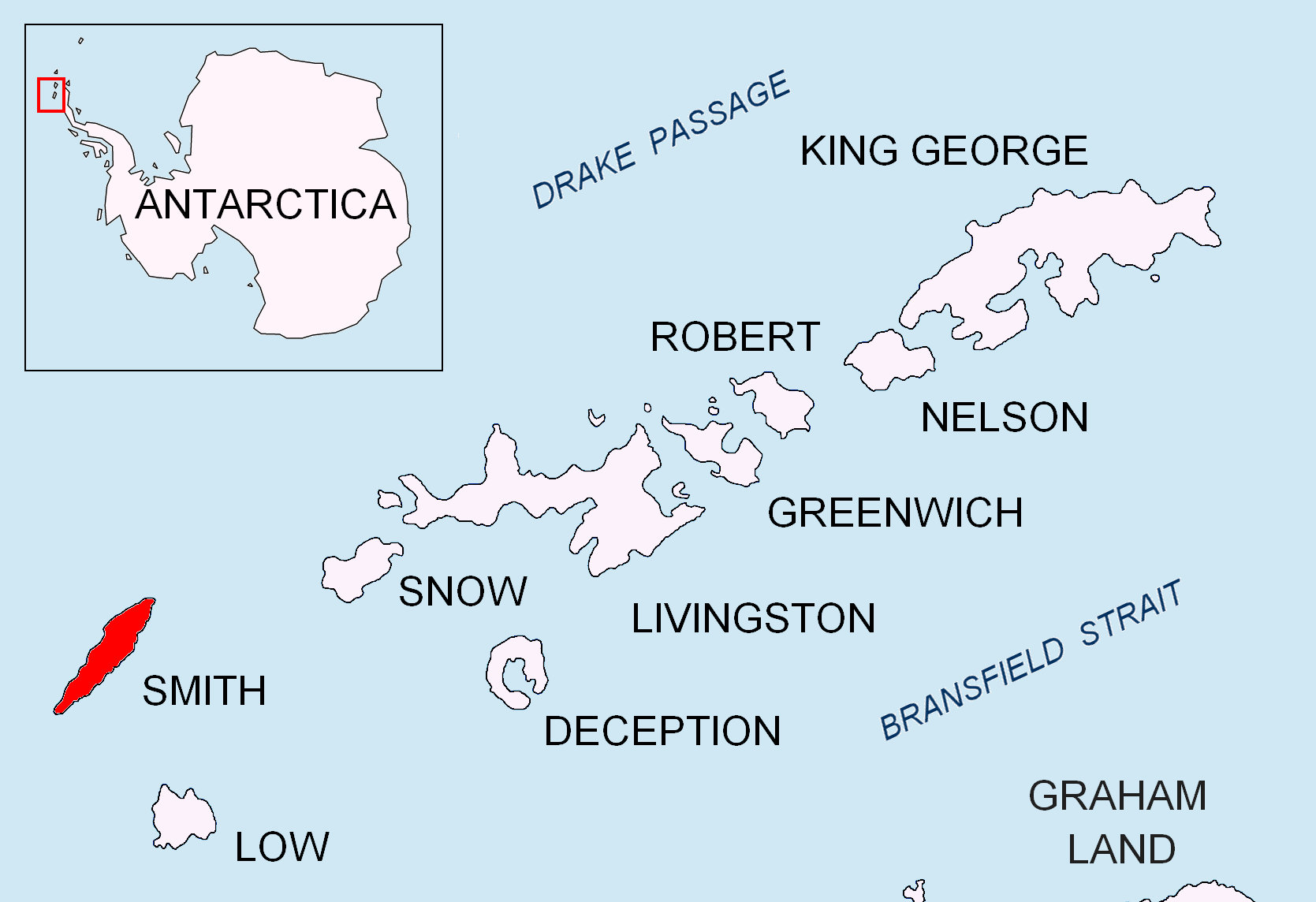
Localizzazione dell'Isola Smith, nelle Isole Shetland Meridionali.

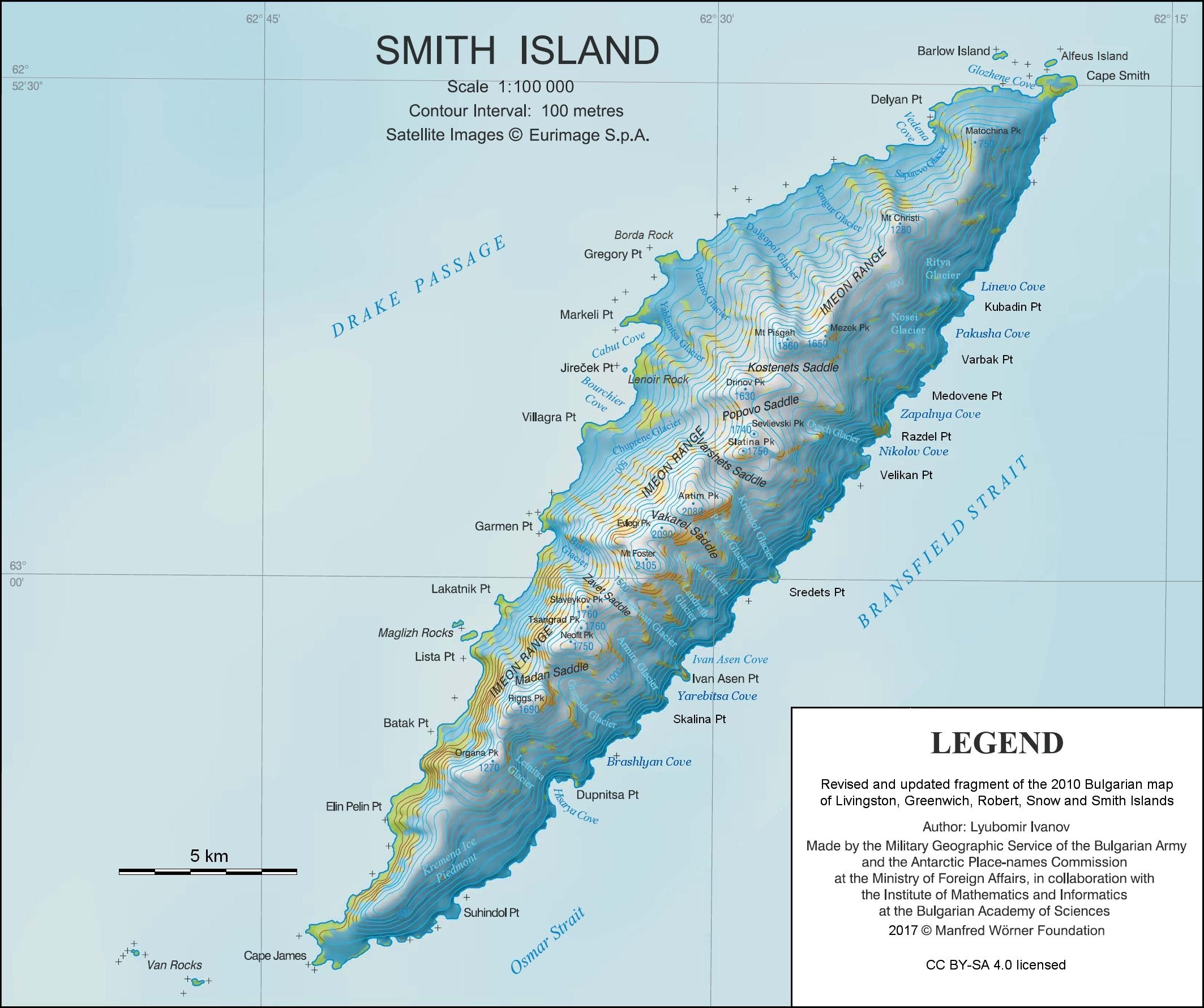
Mappa topografica dell'Isola Smith. Il Ghiacciaio Ritya si trova nella parte superiore dell'immagine, verso la costa orientale dell'isola.

Il Ghiacciaio Ritya (in lingua bulgara: ледник Ритя, Lednik Ritya) è un ghiacciaio antartico, lungo 1,8 km e largo 1,4 km, che drena le pendici nordorientali dell'Imeon Range, catena montuosa che occupa la parte interna dell'Isola Smith, che fa parte delle Isole Shetland Meridionali, in Antartide.

## Caratteristiche
Il ghiacciaio è situato a nordest del Ghiacciaio Nosei, a sudest del Ghiacciaio Kongur e a sud del Ghiacciaio Saparevo. Fluisce in direzione sudest dal Monte Christi e entra nello Stretto di Boyd proprio all'inizio della Linevo Cove.

## Localizzazione
Il ghiacciaio è localizzato alle coordinate 62°55′15″S 62°22′30″W.
Mappatura bulgara del 2009 e del 2010.

## Denominazione
La denominazione è stata assegnata dalla Commissione bulgara per i toponimi antartici in riferimento al villaggio di Ritja, nella parte settentrionale della Bulgaria.

## Mappe
- Chart of South Shetland including Coronation Island, &c. from the exploration of the sloop Dove in the years 1821 and 1822 by George Powell Commander of the same. Scale ca. 1:200000. London: Laurie, 1822.
- L.L. Ivanov. Antarctica: Livingston Island and Greenwich, Robert, Snow and Smith Islands. Scale 1:120000 topographic map. Troyan: Manfred Wörner Foundation, 2010. ISBN 978-954-92032-9-5 (First edition 2009. ISBN 978-954-92032-6-4)
- South Shetland Islands: Smith and Low Islands. Scale 1:150000 topographic map No. 13677. British Antarctic Survey, 2009.
- Antarctic Digital Database (ADD). Scale 1:250000 topographic map of Antarctica. Scientific Committee on Antarctic Research (SCAR). Since 1993, regularly upgraded and updated.
- L.L. Ivanov. Antarctica: Livingston Island and Smith Island. Scale 1:100000 topographic map. Manfred Wörner Foundation, 2017. ISBN 978-619-90008-3-0